# Sušská paleta
Sušská paleta je volné tvůrčí umělecké seskupení (neformální sdružení) výtvarníků a přátel umění.

## Historie a činnost
Sušská paleta byla založena v roce 1995 jako pokračovatelka karvinských umělců, jejíž hlavní postavou byl akademický malíř František Świder.
Sušská paleta organizuje výstavy umělců.

## Další informace
Členové byli např.
- Josef Kolář (1913–2004)
- Oto Cienciala (1931–2010)
- František Świder
- Bohumil Kubíček (1938–2014) byl zakladatelem a neformálním vedoucím Sušské palety.[1][2]